# Torre dos Strozzi
A Torre dos Strozzi (em italiano: Torre degli Strozzi) é uma torre apalaçada de Florença, Itália, que se encontra no nº 15 da Via Monalda, no centro histórico daquela cidade.
A célebre família dos Strozzi tinha nesta torre a sua residência principal antes de se transferir para o grandioso Palazzo Strozzi.

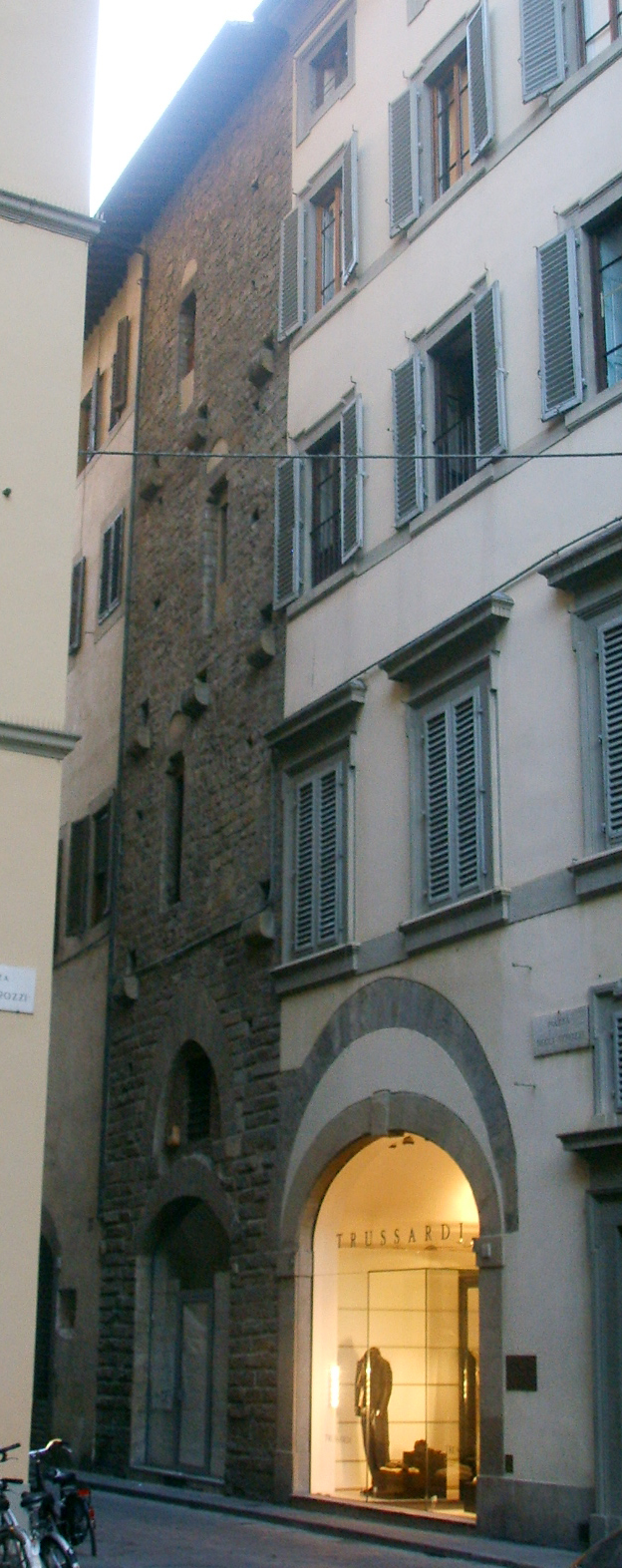
A Torre dos Strozzi

A torre apresenta-se com uma planta quadrangular, inserida ao longo das muralhas da cidade, coberta pelo típico enfileiramento em pedra, com buracos para barrotes e janelas alinhadas assimetricamente. No piso térreo abre-se um grande portal com duplo arco.
A sua altura devia, em tempos, superar a dos edifícios circundantes, mas depois do corte geral de todas as torres privadas florentinas, no final do século XIII, atingiu a sua altura atual. A casa contígua também pertencia à família Strozzi.